# Worawut Namvech
Worawut Namvech (tiếng Thái: วรวุฒิ นามเวช, sinh ngày 4 tháng 7 năm 1996), còn được biết với tên đơn giản Nuang (tiếng Thái: หนึ่ง),là một cầu thủ bóng đá người Thái Lan thi đấu ở vị trí trung vệ cho câu lạc bộ Giải bóng đá Ngoại hạng Thái Lan Port.

## Sự nghiệp quốc tế
Vào tháng 8 năm 2017, anh đoạt chức vô địch Bóng đá tại Đại hội Thể thao Đông Nam Á 2017 cùng với U-23 Thái Lan.

## Bàn thắng quốc tế

### U21
| Worawut Namvech – bàn thắng cho Thái Lan U21 | Worawut Namvech – bàn thắng cho Thái Lan U21 | Worawut Namvech – bàn thắng cho Thái Lan U21 | Worawut Namvech – bàn thắng cho Thái Lan U21 | Worawut Namvech – bàn thắng cho Thái Lan U21 | Worawut Namvech – bàn thắng cho Thái Lan U21 | Worawut Namvech – bàn thắng cho Thái Lan U21 | Worawut Namvech – bàn thắng cho Thái Lan U21 |
| #                                            | Ngày                                         | Địa điểm                                     | Đối thủ                                      | Tỉ số                                        | Kết quả                                      | Giải đấu                                     |                                              |
| -------------------------------------------- | -------------------------------------------- | -------------------------------------------- | -------------------------------------------- | -------------------------------------------- | -------------------------------------------- | -------------------------------------------- | -------------------------------------------- |
| 1.                                           | 5 tháng 6 năm 2016                           | Krubong, Malaysia                            | Malaysia                                     | 0–1                                          | 1–2                                          | Nations Cup 2016                             |                                              |

## Danh hiệu

### Quốc tế
U-23 Thái Lan
- Sea Games  Huy chương Vàng (1); 2017
- Dubai Cup (1): 2017

U-21 Thái Lan
- Nations Cup (1): 2016

### Câu lạc bộ
Chiangrai United
- Thailand Champions Cup (1): 2018